# Planinska grančika
Planinska grančika (grančika bezlistna, planinski pritzelago; lat. Hornungia alpina; sin. Pritzelago alpina), biljna vrsta iz roda Hornungia. Nekada je uključivana u rodove Hutchinsia (grančika), Noccaea i Pritzelago, a bazionim je Lepidium alpinum.
Rasprostranjena je po Europi, uključujući i Hrvatsku. Postoji nekoliko podvrsta.

## Podvrste
- Hornungia alpina subsp. alpina
- Hornungia alpina subsp. auerswaldii (Willk.) O. Appel
- Hornungia alpina subsp. austroalpina (Trpin) O. Appel
- Hornungia alpina subsp. brevicaulis (Spreng.) O. Appel, niska grančika
- Hornungia alpina subsp. font-queri (Sauvage) O. Appel
- Hornungia alpina subsp. polatschekii (Laínz) O. Appel

## Sinonimi
- Astylus alpinus (L.) Dulac in Fl. Hautes-Pyrénées: 188 (1867)
- Capsella alpina (L.) Ces., Pass. & Gibelli in Comp. Fl. Ital. 2: 824 (1886)
- Hutchinsia alpina (L.) W.T.Aiton in Hortus Kew. 4: 82 (1812)
- Lepidium alpinum L. in Cent. Pl. II: 23 (1756)
- Nasturtium alpinum (L.) Crantz in Cl. Crucif. Emend.: 80 (1769)
- Noccaea alpina <small>(L.) Rchb. in Fl. Germ. Excurs. 2: 663 (1832)
- Pritzelago alpina (L.) Kuntze in Revis. Gen. Pl. 1: 35 (1891)
- Smelowskia alpina (L.) C.A.Mey. in C.F.von Ledebour, Fl. Altaic. 3: 170 (1831)

## Vanjske poveznice
|  | Zajednički poslužitelj ima još gradiva o temi Hornungia alpina |
|  | Wikivrste imaju podatke o taksonu Hornungia alpina             |